# Pinus fragilissima
Espèce
Pinus fragilissima est une espèce de conifères de la famille des Pinaceae. Elle a été considérée comme une sous-espèce de Pinus taiwanensis.